# Ringwallanlage Elster

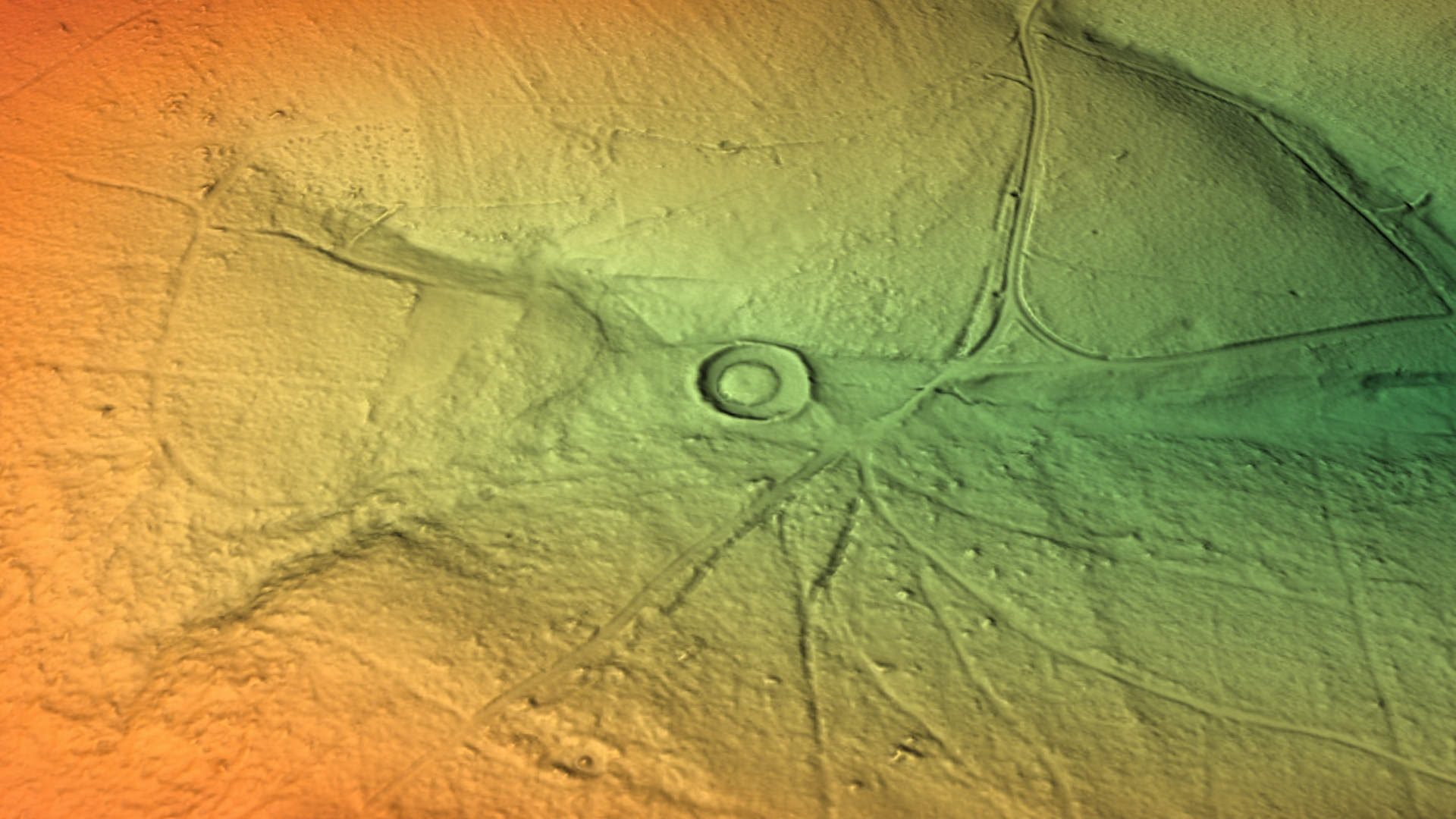
3D-Ansicht des digitalen Geländemodells

Die Ringwallanlage Elster, auch als Altes Schloss, Schloss Schönfeld oder Altes Schloss Schönfeld bezeichnet, ist eine Ringwallanlage im Gebiet von Adorf/Vogtl. in der Nähe von Bad Elster im Vogtlandkreis in Sachsen. Sie liegt innerhalb des Naturschutzgebiets Zeidelweide und Pfaffenloh.

## Geschichte
Die Anlage erhielt auch noch die Bezeichnungen Schloss Schönfeld oder Czidelern. Sie war Bestandteil der Besiedelung des Vogtlandes und diente der Sicherung des Umlandes. Sie wurde vermutlich um 1100 erbaut. Es ist davon auszugehen, dass sie in den Anfängen aus einem Wohnturm, weitgehend aus Holz gebaut, bestand, der umgeben war von Palisaden und einem Wassergraben. Spuren im Gelände in einem Waldstück zwischen Bad Elster und Arnsgrün sind heute noch vorhanden. Der 1236 erwähnte Heinrich de Sconinvelt scheint erster nachweisbarer Bewohner der Anlage gewesen zu sein. Später gehörte der Ansitz zum Besitz der Familie von Neuberg und war in der Spätzeit des Geschlechtes Ausgangspunkt von Raubzügen. Raubritter Friedrich von Neuberg bekämpfte u. a. von hier aus die Reichsstadt Eger. Zahlreiche Sagen ranken sich um das Alte Schloss.

## Heutiger Zustand
Ein Waldweg mit der Bezeichnung Alter Schloßweg führt sehr geradlinig von Bad Elster bis zu den Überresten der Burganlage. Er ist Teil des Vogtland Panorama Weges. Bei der Anlage kreuzen sich weitere Wege. Sie liegt einige Meter vom Weg zurückgesetzt an einem flachen Hang. Ein seitlich fließender Bach speist den Wassergraben. Der Wassergraben ist kreisrund und hat in seiner Mitte eine runde Insel.